# Heinz-Helmut Wehling
Heinz-Helmut Wehling (Bad Frankenhausen, 8 settembre 1950) è un ex lottatore tedesco, specializzato nella lotta greco-romana.

## Palmarès

### Olimpiadi
- 2 medaglie:
  - 1 argento (Monaco di Baviera 1972 nei pesi gallo)
  - 1 bronzo (Montréal 1976 nei pesi leggeri)